# Ngasa
De Ngasa, ook wel Kingasa, Kingassa, Ongamo of Shaka genoemd, zijn een etnische groep op de zuidoostelijke hellingen van de Kilimanjaro in Tanzania. In 2000 werd het aantal Ngasa geschat op 4.285 personen. Hiervan spraken slechts twee- tot driehonderd Ngasa, hun oorspronkelijke taal die verwant is aan het Maa, de taal van de Masai.
De Ngasa splitsten zich rond het jaar 1000 af van de Masai en betrokken de berg om hier hun gewassen te verbouwen. Later, toen de Wachagga zich ook op de berg vestigden, namen deze twee volken diverse maatschappelijke, culturele en religieuze gebruiken van elkaar over. Een groot deel van de oorspronkelijke Ngasa-bevolking werd geabsorbeerd door dat van de Wachagga.